# رودگر دوکسی
 رودگر دوکسی (انگلیسی: Rodger Doxsey؛ زاده ۱۱ مارس ۱۹۴۷ درگذشته ۱۳ اکتبر ۲۰۰۹) یک ستاره‌شناس و فیزیک‌دان اهل ایالات متحده آمریکا بود. 